# Sid (L'Âge de glace)
Pour les articles homonymes, voir Sid.
Sid est un personnage fictif de la série de films L'Âge de glace. De son vrai nom Sidney, il apparaît dans les six films de la saga et dans un court-métrage. C’est un paresseux terrestre.

## Particularités
Sid (de son vrai nom Sidney) est un paresseux (Paresseux géant) très gentil, mais très « collant », il est un peu stupide et est un Gaston Lagaffe animalier. Attachant avec son cheveu sur la langue, ce sont surtout ses phrases cultes qui ont marqué les films parmi lesquelles « Un troupeau de museaux, un troupeau de moustaches » et « Une chose est sûre, je suis toujours aussi beau gosse ».
Dans le 1er volet de la saga, Sid se réveille seul, sans les autres paresseux. N’hésitant pas à aller au contact des autres, il fait très vite la connaissance de Manfred dit Manny, un Mammouth, et Diego, tigre à dents de sabre.
Dans le 2e volet, la fin du monde est proche, mais Sid reste toujours aussi confiant et ne cesse pas pour autant ses maladresses. Et il aidera aussi Manny à se mettre en couple avec Ellie.
Dans le 3e volet de la saga, il récupère des œufs de dinosaures pour les élever comme ses enfants. Croyant en sa nouvelle famille, rien n’arrêtera Sid de considérer les bébés dinosaures comme les siens, pas même la mère de ces derniers, un énorme tyrannosaure. Cela lui vaudra d'être enlevé et d'être en grand danger, menant ses amis à venir le sauver.
Dans le 4e volet, sa famille revient et lui « confie » Mémé, qui se révèlera insupportable. Il sera avec Mémé, Diego et Manny séparé d'Ellie, Pêche et de Crash et Eddie à cause de la dérive des continents. Et ils ne tardent pas à être confrontés à de dangereux pirates qui les traquent et les poursuivent. En fin de compte, Sid parviendra à battre tous les pirates (sauf Gutt) avec Pupuce et Mémé en les éjectant par-dessus bord, forçant Manny à considérer Sid comme un héros.
Dans le 5e volet de la série, Sid est en quête de l'amour. Il enchaîne les ruptures dont au début avec Francine. C'est finalement avec Brooke, une femelle paresseux rajeunie par les cristaux d'astéroïdes qui va tomber amoureuse de lui.

## Personnalité
Sid est un peu le souffre-douleur de toutes les espèces (y compris la sienne) : il est souvent écrasé, battu, étouffé, mais reste toujours fidèle à lui-même. Il est très attaché au clan qu'il a créé (à partir de L'Âge de glace 2). 
Pendant les trois premiers films, Sid ne parle pas beaucoup de sa vraie famille, il dit simplement qu'il n'a plus besoin d'eux et qu'il a été « oublié » lors de la migration. Ce n'est que dans L'Âge de glace 4 qu'il avoue que sa famille l'a abandonné, lui ainsi que sa Mémé dans le même épisode.
Il porte beaucoup d'affection envers Diego et Manny, puis envers Ellie, Crash et Eddie, et Pêche par la suite. Il les considère comme sa deuxième famille. Il est très compréhensif et amical bien que naïf, un peu stupide et gaffeur. Il est souvent le premier à déceler des troubles chez ses amis, par exemple la peur de l'eau de Diego, et l'amour que Manny porte à Ellie. Il n'hésite pas à se mettre en danger pour aider Manny et Diego, bien que la plupart du temps ce soient eux qui viennent le sauver. Bien que le plus souvent peureux face au danger, il est toutefois volontaire et sait faire preuve de courage quand la situation l'exige.

## Autres apparitions et clins d'œil
- Juin 2012 : Sid et Scrat font une apparition dans une publicité pour Sodastream à l'occasion de la sortie de L’Âge de glace 4 : La Dérive des continents[1].

## Doublage
La voix originale de Sid est celle de John Leguizamo. En français, il est doublé par Elie Semoun. Les seules fois où ce dernier ne double pas Sid sont pour les jeux vidéos et l'aventure 4D Il était une noix au Futuroscope à l'inverse de la VO où John Leguizamo interprète bien le personnage dans tous les jeux vidéos et 4D.